# HD 181068
HD 181068 – gwiazda potrójna położona w gwiazdozbiorze Lutni, oddalona o około 253 parseki od Ziemi. Układ ten znajdował się w polu widzenia teleskopu Keplera i był przez niego obserwowany przez ponad dwa lata.
Układ składa się z dwóch czerwonych karłów niewiele mniejszych od Słońca (o promieniach 0,86 R☉ – HD 181068 Ba i 0,8 R☉ – HD 181068 Bb), położonych bardzo blisko siebie i obiegających się nawzajem po ciasnej orbicie w ciągu 0,9 dnia. Układ tych dwóch czerwonych karłów obiega z kolei po większej orbicie czerwonego olbrzyma o promieniu 12,46 R☉ i jasności obserwowanej 7,1m. Jeden pełny obrót wokół czerwonego olbrzyma zajmuje im 45,5 dnia.